# Michel de Ligne

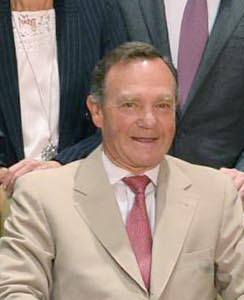
Michel, 14. Fürst von Ligne, Fürst von Épinoy, Fürst von Amblise und Grande von Spanien

Michel Charles Eugène Marie Lamoral, Prince de Ligne (* 26. Mai 1951 auf Schloss Belœil, Belgien), Fürst von Ligne, Épinoy und Amblise und Grande von Spanien, ist der Sohn von Antoine, 13. Prince de Ligne und Prinzessin Alix von Luxemburg. Er ist außerdem der Neffe von Jean, Großherzog von Luxemburg und ein Cousin von Großherzog Henri. Als Oberhaupt des Hauses Ligne trägt er den Titel Prince de Ligne. Des Weiteren ist er ein Ritter des Ordens vom Goldenen Vlies.

## Leben

### Ausbildung und Beruf
Michel de Ligne ist ausgebildeter Fallschirmjäger und Hubschrauberpilot und arbeitete bei der Para-Commando-Brigade des belgischen Heers.
Mit 17 Jahren nahm er beim ersten Internationalen Treffen des Fallschirmsprungs in Bad Mondorf teil.  Er war der jüngste belgische Fallschirmjäger zum Zeitpunkt des Treffens und hatte vor Ort 15 Fallschirmsprünge.
Später begann er eine Karriere in der Wirtschaft und unterstützte seinen Vater bei der Verwaltung von Schloss Belœil. Seit dem Tod seines Vaters widmet er sich hauptberuflich der Verwaltung des Schlosses. Des Weiteren ist er Schirmherr eines Marathons, Halbmarathons und 10-km-Laufs, welche in der Nähe des Schlosses den Start und das Ziel haben.
Er ist ebenfalls Mitglied des Ehrenkomitees des königlichen Instituts für Gehörlose und Blinde.

### Ehe und Familie
Am 10. März 1981 heiratete er Prinzessin Eleonora von Orléans-Bragança, die Tochter von Prinz Pedro Henrique von Orléans-Braganza und Prinzessin Maria Elisabeth von Bayern, in Rio de Janeiro. Aus dieser Ehe gingen zwei Kinder hervor:
- Prinzessin Alix Marie Isabelle Aldegonde Eléonore de Ligne (* 3. Juli 1984) ⚭ Graf Guillaume de Dampierre
- Prinz Henri Antoine Gabriël Wauthier Marie Lamoral de Ligne (* 1. März 1989)